# Así yo soy
Así yo soy es el primer álbum de banda sonora de la serie Bia, que fue lanzado el 14 de junio del año 2019, por Walt Disney Records.
El álbum contiene 19 canciones de la primera temporada de la serie, tales como "Así yo soy", el tema principal, las grupales "Si tu estás conmigo", "Lo mejor comienza" y "La vida te devuelve", entre otras.
En el año 2020, "Así yo soy" fue nominado en los Premios Gardel en las categorías de "Mejor álbum infantil" y "Mejor álbum banda de sonido cine / televisión".

## Sencillos
- Así yo soy: primera canción lanzada,[7] y el tema principal de la serie. Interpretada por Isabela Souza con la participación del resto del elenco en el coro. La canción aparece en el tráiler de la serie, y en la abertura. Contiene un lyric video, lanzado el 5 de abril del 2019, y un videoclip estrenado el 14 de junio.
- Arreglarlo bailando: segunda canción lanzada. Interpretada por Luis Giraldo, Jandino y Guido Messina, quienes interpretan en la serie a "Jhon", "Jandino" y "Álex" respectivamente. Fue lanzada el 25 de abril. Cuenta con un lyric video, y cinco videos oficiales en Youtube.
- Cuéntales: tercera canción lanzada. Interpretada por Julio Peña e Isabela Souza. Es la canción principal de la pareja protagonista de la serie, "Binuel". Fue lanzada el 3 de junio de 2019, junto a su lyric video.

## Lista de canciones
| N.º     | Título | Escritor(es)                                                             | Duración |  |
| 1.      | «Así yo soy» (Isabela Souza, Elenco de BIA) | Adil Khayat Hakim Bouamer Mehdi Bouamer Pablo Correa Sebastián Mellino   | 2:54     |  |
| 2.      | «Arreglarlo bailando» (Luis Giraldo, Jandino, Guido Messina)                                                                                            | Alejandro Borrero Jandino                                                | 3:15     |  |
| 3.      | «Si vuelvo a nacer» (Isabela Souza, Gabriella Di Grecco)                                                                                                | Adoniran Santos Aponte Fabián Farhat Fernando Salim                      | 3:23     |  |
| 4.      | «Fuerza interior» (Micaela Díaz) | Antonela Marcello Ariela Paola Lafuente Pablo Correa Sebastián Mellino   | 3:19     |  |
| 5.      | «Pedirle a una estrella» (Guido Messina) | Jandino                                                                  | 3:16     |  |
| 6.      | «Cuéntales» (Julio Peña, Isabela Souza) | Jandino                                                                  | 3:26     |  |
| 7.      | «Tengo una canción» (Isabela Souza, Agustina Palma, Giulia Guerrini)                                                                                    | Eduardo Frigerio Maria Florencia Ciarlo Federico San Millán              | 2:58     |  |
| 8.      | «Gritarle al mundo» (Julio Peña) | Jandino                                                                  | 3:13     |  |
| 9.      | «Tu color para pintar» (Isabela Souza) | Antonela Marcello Ariela Paola Lafuente Pablo Correa Sebastián Mellino   | 3:07     |  |
| 10.     | «Nadie nos va a parar» (Jandino) | Jandino                                                                  | 2:47     |  |
| 11.     | «Lo que me hace bien» (Julio Peña, Guido Messina, Jandino, Alan Madanes, Luis Giraldo, Rhener Freitas, Fernando Dente, Rodrigo Rumi, Esteban Velásquez) | Fernando Vilas Mauro Franceschini                                        | 3:59     |  |
| 12.     | «Dar la vuelta al mundo» (Gabriella Di Grecco) | Eduardo Frigerio María Florencia Ciarlo Federico San Millán              | 3:58     |  |
| 13.     | «Lo mejor comienza» (Isabela Souza) | Daniela Lapadula Eduardo Frigerio Federico San Millán José María Lassaga | 2:57     |  |
| 14.     | «Primer amor» (Fernando Dente) | Eduardo Frigerio María Florencia Ciarlo Federico San Millán              | 3:23     |  |
| 15.     | «Thumbs Up» (Andrea de Alba) | Eduardo Frigerio María Florencia Ciarlo Federico San Millán              | 3:33     |  |
| 16.     | «Nada fue» (Daniela Trujillo) | Ariel Delgado Victoria Bernardi                                          | 3:09     |  |
| 17.     | «La vida te devuelve» (Elenco de BIA) | Jandino                                                                  | 3:28     |  |
| 18.     | «Déjame decirte» (Rhener Freitas) | Jandino                                                                  | 3:43     |  |
| 19.     | «Si tu estás conmigo» (Elenco de BIA) | Federico Vilas Mauro Franceschini                                        | 4:03     |  |
| 1:03:14 | |                                                                          |          |  |

## Posicionamiento en listas
| Listas (2019)     | Mejor posición |
| ----------------- | -------------- |
| Argentina (CAPIF) | 1              |